# يان فان بريدا كولف
يان فان بريدا كولف (بالإنجليزية: Jan van Breda Kolff)‏ مواليد 16 ديسمبر 1951 في كاليفورنيا، هو مدرب كرة سلة أمريكي ولاعب سابق. بدأ مسيرته الاحترافية في سنة 1974. تم اختياره من قبل فريق بورتلاند ترايل بلايزرز خلال الدرافت. يبلغ طوله 6 قدم 7 بوصة (2.0 م). اعتزل اللعب في 1985. أحرز خلال مسيرته في الإن بي إيه 3696 نقطة بمعدل 6.2 نقاط في المباراة الواحدة.

## المسيرة الاحترافية
لعب مع دنفر ناغتس في موسم 1974–75 ، ثم لعب مع بروكلين نتس من سنة 1976 إلى 1983، ثم لعب مع فيرتوس بالاكانسترو بولونيا من سنة 1983 إلى 1985.

## روابط خارجية
- يان فان بريدا كولف على موقع إن بي أي (الإنجليزية)
- يان فان بريدا كولف على موقع سبورتس رفرنس (الإنجليزية)
- يان فان بريدا كولف على موقع كلية كرة السلة في سبورتس رفرنس.كوم (الإنجليزية)
- يان فان بريدا كولف على موقع ريلجم (الإنجليزية)
- يان فان بريدا كولف على موقع بروبوليرز (الإنجليزية)
- يان فان بريدا كولف على موقع سبورتس رفرنس (الإنجليزية)
- يان فان بريدا كولف على موقع كلية كرة السلة في سبورتس رفرنس.كوم (الإنجليزية)